# Indra Devi
Indra Devi, född (Eugenie Peterson) 12 maj 1899 i Riga, död 25 april 2002 i Buenos Aires, var en banbrytande och inflytelserik yogini, yogalärare och författare av yogaböcker under 1900-talet. Hon verkade i Tirumalai Krishnamacharyas tradition och hennes betydelse för yogaintresset i USA, inte minst genom att hon lockade många kända personer från Hollywood gav henne beteckningen "first lady of yoga".

## Biografi
Eugenie "Zhenya" Peterson föddes i Riga, då i Ryssland, som dotter till Vasili Peterson, svensk bankdirektör, och Aleksandra Vasilyevna, från en rysk adlig familj, som var skådespelare på teatern Nezlobina. Hon utbildades i St Petersburg, och gick en dramautbildning i Moskva. Under ryska revolutionen tjänade hennes far som arméofficer i inbördeskriget och rapporterades efteråt som saknad. 
Eugenie och hennes mor förlorade familjens förmögenhet och flydde 1920 till Polen och 1921 vidare till Berlin, där hon blev skådespelare och dansare.
År 1926 läste hon om ett föredrag med Jiddu Krishnamurti, ordnat av Teosofiska sällskapet i Holland. Detta möte fick stor betydelse för henne och hon sade senare "It seemed to me, I was hearing a forgotten call, familiar, but distant. From that day everything in me turned upside down."
Hennes fascination för Indien hade väckts redan i 15-årsåldern, då hon läste en bok av poeten och filosofen Rabindranath Tagore och en bok om yoga av Yogi Ramacharaka. I Berlin arbetade hon som skådespelare i The Blue Bird, som turnerade i Europa. Hon accepterade också ett frieri från bankmannen Herman Bolm, och reste 1927 med honom till Indien. Efter tre månader kom de tillbaka. Men hon lämnade äktenskapet, sålde sina ägodelar och reste tillbaka till Indien. På Teosofiska sällskapet Adyar i (Madras, nu Chennai), där hon dansade en indisk tempeldans, träffade hon Jawaharlal Nehru, vilket påbörjade en lång vänskap. Hon träffade även den indiska filmskaparen Bhagwati Mishra, som gav henne en roll i Sher-e-Arab (Arabian Knight). Premiären 1930 gjorde henne till filmstjärna i Indien, under hennes rollnamn, Indra Devi. År 1930 gifte hon sig med Jan Strakaty, attache på det tjeckiska konsulatet i Bombay, och verkade som värdinna på konsulatet under några år.
Hon fick en introduktion i yoga, då Nepals prins Mussoorie visade henne några asanas, och hon imponerades av yogin Tirumalai Krishnamacharyas demonstration att kunna stoppa sina hjärtslag. Hon bad om att få gå i lära hos honom, och 1938 accepterade han henne, sedan hon blivit rekommenderad av Maharaja of Mysore. Hon blev den första utländska kvinnan bland hans studenter på skolan i Mysore-Palatset, och studerade vid sidan av B.K.S Iyengar och K. Pattabhi Jois som även de blev världsberömda yogalärare. När hon lämnade Indien för att följa sin man till Kina, bad Krishnamacharya att hon skulle verka som yogalärare där.
År 1939 anordnade hon vad som tros vara den första yogautbildningen i Kina och öppnade en yogaskola i Shanghai hos Madame Chiang Kai-shek, som snabbt blev intresserad av yoga. Det fanns många amerikanska och ryska elever i kurserna.
Hennes man avled 1946, och Devi återvände till Indien och fick bo hos maharajah of Tehri Garhwal i Himalaya och gick i lära hos flera kända yogalärare. Men på grund av oroligheter lämnade hon landet efter att ha fått visum till USA. Hon fick plats på ett amerikanskt krigsfartyg som anlände till San Francisco i slutet av 1947.
I Kalifornien fick hon nytta av sin erfarenhet från diplomatmiljöer, sin aristokratiska framtoning och självsäkerhet, och kom snabbt in i välbärgade kretsar. Hon fick kontakt med Aldous Huxley, Krishnamurti och Paul Bragg och därmed många berömda skådespelare. Efter ett år öppnade hon en yogastudio på 8806 Sunset Boulevard i Hollywood, den första i Los Angeles.
Devi undervisade i sin egen form av hathayoga, med asanas och pranayama (andningsövningar). Men hon undvek andlig undervisning, som hon överlät till andra lärare och gurus. Snabbt lockade hon de ledande filmskådespelarna, både män och kvinnor. Hon såg yoga som en terapi, mot oro och stress, för skönhet och hälsa. Hon kom att kallas "first lady of yoga".
Hon undervisade Greta Garbo, Eva Gabor och Gloria Swanson, men inte Marilyn Monroe, vilket är en vanlig missuppfattning. Bland hennes elever fanns dock Ramon Novarro, Robert Ryan, Yul Brynner, Jennifer Jones och violinisten Yehudi Menuhin som introducerade Iyengar i Västerlandet.
Hennes böcker, Forever Young, Forever Healthy, 1953 och Yoga for Americans, 1959, beskrev ett mjukt, vilande slag av yoga med ett fåtal asanas,.
År 1953 gifte sig Devi med den tyske antroposofiske läkaren Dr. Sigfrid Knauer och i mitten av 1950-talet blev hon amerikansk medborgare och registrerade namnet Indra Devi formellt. År 1960 besökte hon Sovjetunionen och såg St Petersburg för första gången på 40 år och träffade ledare som Andrej Gromyko och Alexej Kosygin på indiska ambassadörens mottagning på Sovetskaya Hotel.
År 1961 köpte hennes man en stor ranch i Mexico, där de öppnade ”the Indra Devi Foundation”. År 1985 flyttade hon till Argentina. År 1987 valdes hon till hedersordförande i the International Yoga Federation.  Hon avled i Buenos Aires 2002.